# Mikrocitna anemija
Mikrocitna anemija je skupno ime za tiste vrste slabokrvnosti, pri katerih je povprečni volumen eritrocitov manjši kot normalno. Normalne meje povprečnega volumna eritrocitov znaša 76–100 fl. Če imajo rdeče krvničke prostornino v povprečju manjšo od 76 fl, govorimo o mikrocitih.
Pri mikrocitni anemiji so rdeče krvničke običajno hkrati tudi hipokromne, kar pomeni, da so bolj blede barve kot normalno. To je posledica manjše vsebnosti hemoglobina. 

## Vzroki
Majpogostejši vzroki mikrocitne anemije so:
- pri otrocih:
  - pomanjkanje železa je nasploh najpogostejši vzrok slabokrvnosti, zlasti pa mikrocitnih anemij[2]
  - talasemija
- pri odraslih:
  - pomanjkanje železa
  - sideroblastna anemija, prirojena ali pridobljena
  - kronične bolezni (po navadi sicer povzročajo normokromne, normocitne anemije)
  - zastrupitev s svincem (redko)
  - pomanjkanje piridoksina
  - mielom

V obzir je treba vzeti tudi druge možne vzroke, ki sicer praviloma povzročajo normocitne ali makrocitne anemije; sočasna prisotnost več vzrokov lahko namreč spremeni značilno sliko anemije.